# Atractus natans
Atractus natans är en ormart som beskrevs av Hoogmoed och Prudente 2003. Atractus natans ingår i släktet Atractus och familjen snokar. Inga underarter finns listade.
Arten förekommer i Amazonområdet i norra Brasilien och i angränsande regioner av södra Colombia och östra Peru. Den lever i låglandet. Atractus natans hittas främst i regnskogar men den besöker även savanner och i Peru skogar med sandig mark. Individerna gräver i jorden. Honor lägger ägg.
I savanner etableras odlingsmark för sojabönor vad som minskar det lämpliga habitatet. Allmänt är arten vanligt förekommande och den listas av IUCN som livskraftig (LC).